# Campionat del Món d'atletisme de 2007 - 1.500 metres masculins
Els 1.500 metres masculins al campionat del Món d'atletisme de 2007 van tenir lloc a l'estadi Nagai els dies 25, 27 i 29 d'agost.

## Medallistes
| Or     | Bernard Lagat · Estats Units (USA)  |
| Argent | Rashid Ramzi · Bahrain (BRN)        |
| Bronze | Shredrack Kibet Korir · Kenya (KEN) |

## Rècords
Els rècords del món i del campionat abans de la prova eren els següents.
| Rècord del Món       | Hixam el Guerrouj (MAR) | 3:26.00 | Roma, Itàlia     | 14 de juliol de 1998 |
| Rècord del campionat | Hixam el Guerrouj (MAR) | 3:27.65 | Sevilla, Espanya | 24 d'agost de 1999   |

## Resultats

### Final
La final va ser el 29 d'agost a les 22:05 hores (UTC+9).
| Posició           | Atleta                      | Temps   | Notes                        |
| ----------------- | --------------------------- | ------- | ---------------------------- |
| Medalla d'or      | Bernard Lagat (USA)         | 3:34.77 |                              |
| Medalla de plata  | Rashid Ramzi (BRN)          | 3:35.00 | Millor marca de la temporada |
| Medalla de bronze | Shredrack Kibet Korir (KEN) | 3:35.04 |                              |
| 4                 | Asbel Kiprop (KEN)          | 3:35.24 | Millor marca personal        |
| 5                 | Tarek Boukensa (ALG)        | 3:35.26 |                              |
| 6                 | Antar Zerguelaine (ALG)     | 3:35.29 |                              |
| 7                 | Arturo Casado (ESP)         | 3:35.62 |                              |
| 8                 | Alan Webb (USA)             | 3:35.69 |                              |
| 9                 | Andrew Baddeley (GBR)       | 3:35.95 |                              |
| 10                | Nicholas Willis (NZL)       | 3:36.13 |                              |
| 11                | Belal Mansoor Ali (BRN)     | 3:36.44 |                              |
| 12                | Sergio Gallardo (ESP)       | 3:37.03 |                              |
| 13                | Juan Carlos Higuero (ESP)   | 3:38.43 |                              |
| 14                | Youssef Baba (MAR)          | 3:38.78 |                              |

### Semifinals
Els cinc primers classificats de cada semifinal (Q) i els dos millors temps (q) passaven a la final.
La primera semifinal va ser el 27 d'agost a les 20:40 (UTC+9).
| Posició | Atleta                         | Temps   | Notes         |
| ------- | ------------------------------ | ------- | ------------- |
| 1       | Bernard Lagat (USA)            | 3:42.39 | Q             |
| 2       | Tarek Boukensa (ALG)           | 3:42.88 | Q             |
| 3       | Asbel Kiprop (KEN)             | 3:42.99 | Q             |
| 4       | Andrew Baddeley (GBR)          | 3:43.03 | Q             |
| 5       | Nicholas Willis (NZL)          | 3:43.34 | Q             |
| 6       | Mohamed Mostaoui (MAR)         | 3:43.39 |               |
| 7       | Mekonnen Gebremehdin (ETH)     | 3:43.41 |               |
| 8       | Juan Carlos Higuero (ESP)      | 3:44.15 | q             |
| 9       | Sajad Moradi (IRI)             | 3:46.21 |               |
| 10      | Daniel Kipchirchir Komen (KEN) | 4:02.45 |               |
| 11      | Youssef Baba (MAR)             | 4:16.23 | q             |
|         | Mehdi Baala (FRA)              |         | Desqualificat |

La segona semifinal va ser el 27 d'agost a les 20:50 (UTC+9).
| Posició | Atleta                     | Temps   | Notes |
| ------- | -------------------------- | ------- | ----- |
| 1       | Rashid Ramzi (BRN)         | 3:40.53 | Q     |
| 2       | Antar Zerguelaine (ALG)    | 3:40.79 | Q     |
| 3       | Arturo Casado (ESP)        | 3:40.83 | Q     |
| 4       | Belal Mansoor Ali (BRN)    | 3:41.01 | Q     |
| 5       | Alan Webb (USA)            | 3:41.08 | Q     |
| 6       | Sergio Gallardo (ESP)      | 3:41.14 | q     |
| 7       | Shedrack Kibet Korir (KEN) | 3:41.15 | q     |
| 8       | Juan Carlos Higuero (MEX)  | 3:41.17 |       |
| 9       | Kevin Sullivan (CAN)       | 3:41.27 |       |
| 10      | Christian Obrist (ITA)     | 3:42.93 |       |
| 11      | Fumikazu Kobayashi (JAP)   | 3:43.64 |       |
| 12      | Mohammed Shaween (KSA)     | 3:44.54 |       |

### Sèries
Els sis primers de cada sèrie (Q) més els sis més ràpids (q) passaven a les semifinals.
La primera sèrie va ser el 25 d'agost a les 11.25 hores (UTC+9).
| Posició | Atleta                    | Temps   | Notes           |
| ------- | ------------------------- | ------- | --------------- |
| 1       | Asbel Kiprop (KEN)        | 3:40.65 | Q               |
| 2       | Alan Webb (USA)           | 3:40.73 | Q               |
| 3       | Juan Carlos Higuero (ESP) | 3:40.93 | Q               |
| 4       | Youssef Baba (MAR)        | 3:40.96 | Q               |
| 5       | Antar Zeguelaine (ALG)    | 3:40.97 | Q               |
| 6       | Kevin Sullivan (CAN)      | 3:41.39 | Q               |
| 7       | Mohammed Shaween (KSA)    | 3:41.58 | q               |
| 8       | Ivan Heshko (UKR)         | 3:42.08 |                 |
| 9       | Javier Carriqueo (ARG)    | 3:42.20 |                 |
| 10      | Mounir Yemmouni (FRA)     | 3:42.68 |                 |
| 11      | Hudson de Souza (BRA)     | 3:43.37 |                 |
| 12      | Ansu Sowe (GAM)           | 3:50.77 | Rècord nacional |
| 13      | Sevak Yeghikyan (ARM)     | 4:00.61 |                 |

La segona sèrie va ser el 25 d'agost a les 11.35 hores (UTC+9).
| Posició | Atleta                     | Temps   | Notes                            |
| ------- | -------------------------- | ------- | -------------------------------- |
| 1       | Mehdi Baala (FRA)          | 3:38.65 | Q                                |
| 2       | Rashid Ramzi (BRN)         | 3:38.72 | Q / Millor marca de la temporada |
| 3       | Mohamed Moustaoui (MAR)    | 3:39.54 | Q                                |
| 4       | Shedrack Kibet Korir (KEN) | 3:39.55 | Q                                |
| 5       | Andrew Beddeley (GBR)      | 3:39.60 | Q                                |
| 6       | Sergio Gallardo (ESP)      | 3:39.92 | Q                                |
| 7       | Nicholas Willis (NZL)      | 3:40.18 | q                                |
| 8       | Juan Luis Barrios (MEX)    | 3:41.05 | q                                |
| 9       | Fumikazu Kobayashi (JAP)   | 3:41.19 | q                                |
| 10      | Sajad Moradi (IRI)         | 3:41.49 | q                                |
| 11      | Deresse Mekonen (ETH)      | 3:43.15 |                                  |
| 12      | Kamal Boulahfane (ALG)     | 3:43.88 |                                  |
| 13      | Leonel Manzano (USA)       | 3:45.97 |                                  |
| 14      | Saysana Bannavong (LAO)    | 4:18.80 |                                  |

La tercera sèrie va ser el 25 d'agost a les 11.45 hores (UTC+9).
| Posició | Atleta                         | Temps   | Notes                        |
| ------- | ------------------------------ | ------- | ---------------------------- |
| 1       | Arturo Casado (ESP)            | 3:41.33 | Q                            |
| 2       | Mekonnen Gebremehdin (ETH)     | 3:41.43 | Q                            |
| 3       | Bernard Lagat (USA)            | 3:41.68 | Q                            |
| 4       | Tarek Boukensa (ALG)           | 3:41.71 | Q                            |
| 5       | Christian Obrist (ITA)         | 3:41.74 | Q                            |
| 6       | Belal Mansoor Ali (BRN)        | 3:41.87 | Q                            |
| 7       | Daniel Kipchirchir Komen (KEN) | 3:41.96 | q                            |
| 8       | Abdalaati Iguider (MAR)        | 3:43.25 |                              |
| 9       | Mark Fountain (AUS)            | 3:43.51 |                              |
| 10      | Byron Piedra (ECU)             | 3:45.59 |                              |
| 11      | Gareth Hyett (NZL)             | 3:43.70 |                              |
| 12      | Kamal Boulahfane (MAW)         | 3:55.18 |                              |
| 13      | Bunting Herm (CAM)             | 4:08.31 | Millor marca de la temporada |
| 14      | Serdar Nurmyradov (TKM)        | 4:10.42 |                              |